# Орск (аэропорт)
Международный аэропорт «Орск» — международный аэропорт федерального значения, расположенный в окрестностях города Орска Оренбургской области. Находится в 17 км южнее центральной части города Орска, вблизи государственной границы РФ. Обслуживает Орско-Новотроицкий промышленный узел.

## Общие сведения
К концу 50-х годов, Орск занимал в промышленности области особое место. Это был крупнейший индустриальный центр Южного Урала с предприятиями союзного значения. Нарастающая потребность в авиаперевозках поставила перед руководством области задачу строительства на востоке Оренбуржья аэропорта.
31 марта 1958 года Оренбургский областной совет депутатов трудящихся, издает распоряжение № 289 об организации аэропорта гражданского воздушного флота в Орске.
14 апреля 1958 года председателем исполкома горсовета Орска, Ивиным, было подписано распоряжение № 144 о «Размещении аэропорта 195-го лётного отряда Гражданского Воздушного флота Приволжского территориального управления на аэродроме ДОСААФ Орского аэроклуба» в посёлке Гудрон.
К концу 70-х годов, в связи с увеличением объёма перевозок по стране, начались работы по проектированию нового аэропорта в г. Орске в районе поселка «Биофабрика». Проект разрабатывал Алма-Атинский проектный институт «КазАэроПроект», место помогали выбирать лётчики, работавшие на аэродроме. В проектировании 2-й очереди аэропорта принимал участие Орский институт «ФундаментПроект», разработку интерьера аэровокзала осуществлял городской отдел архитектуры и градостроительства во главе с Н. В. Солдатенковым. Благодаря активной поддержке жителей города в 1983 году началось возведение нового аэропорта. В ноябре 1987 г. был открыт новый аэропорт и выполнен первый технический рейс на самолёте «Ан-24», перенесен радио-эхолакатор со старого аэродрома. Создана собственная служба бортпроводников.
Искусственная ВПП построена в 1987 году. В период её строительства, с 1984 по 1987 годы, гражданские воздушные суда принимал военный аэродром Орск-Первомайский.
В советский период в аэропорту Орск базировалась летная эскадрилья из состава Оренбургского объединённого авиаотряда. С 1990 года в ней эксплуатировались самолёты Ан-24, а с 1991 года и Ту-134.
До 2012 года приводные радиостанции аэродрома Орск при заходе на посадку с юго-западного направления относились к территории Республики Казахстан. Вопрос был решен благодаря работе демаркационной комиссии России и Казахстана: обе страны обменялись равнозначными территориями.
Аэропорт имеет статус международного.

## История
- 1958 — в Орске организован первый аэропорт со звеном самолётов Ан-2 и Як-12.
- 1982 — начато строительство нового аэропорта в Орске (на нынешнем месте) и реконструкция аэропортов местных воздушных линий для приёма самолётов Л-410.
- 1987 — принята в эксплуатацию искусственная ВПП в аэропорту Орск, позволившая принимать самолёты Ту-134.
- 1990 — пилоты Орска освоили летную эксплуатацию самолётов Ан-24.
- 1991 — пилоты Орска освоили самолёты Ту-134, начато выполнение прямых рейсов Орск — Москва.
- 1993 — реконструкция ВПП в аэропорту Орск, выполнен технический рейс на самолёте Ту-154.
- 1995 — произведена реконструкция международного сектора в здании аэровокзала, создается служба СПАСОП.
- 1998 — в августе аэропорту Орск был присвоен статус международного. Началось активное выполнение рейсов за рубеж
- 2001 — создана производственно-диспетчерская служба. Согласно уставу белого дома Орска № 569Р образовано предприятие МУП «Аэропорт Орск».
- 2004 — произведена полная замена оборудования аэродрома.
- 2006 — выполнена первая техническая посадка самолёта иностранного производства Boeing 737-300 авиакомпании «Orenair»
- 2007 — выполнена первая техническая посадка самолёта Ил-114 авиакомпании «Выборг»
- 2010 — 30 сентября постановлением правительства Оренбургской области, аэропорт г. Орска был преобразован в ГУП «Аэропорт Орск».
- 2011 — ремонт искусственной ВПП, в связи с чем регламент работы аэропорта был установлен с 1 июня по 31 августа 2011 года — с 15:00 до 03:00 UTC. Самолёты 3 и 4 класса принимались на грунтовую ВПП, вертолёты — на перрон.[2] После реконструкции, аэропорт смог принять такие воздушные суда, как Boeing 777 и Ан-124 «Руслан»
- 2013 — открыты региональные перевозки на самолётах L-410 на восток области. Впервые открылся прямой рейс Орск-Анталья.
- 2016 — 18 августа распоряжением № 2440-р от 18.08.2016 г. Министерства природных ресурсов, экологии и имущественных отношений Оренбургской области, аэропорт города Орск был присоединен к аэропорту Оренбург (то есть стал его филиалом) и теперь называется Орский филиал ГУП Оренбургской области «Аэропорт Оренбург». Рейсы Орск-Москва в 2016 году стала выполнять авиакомпания «Саратовские авиалинии» на самолёте Embraer 195
- 2018 — после катастрофы Ан-148 рейса Москва-Орск с 4 апреля рейсы в Москву стала выполнять авиакомпания «Нордавиа». Но работала она не долго, и почти 3 месяца аэропорт простаивал. 16 августа возобновились рейсы на Москву на самолётах Embraer 190 авиакомпании Pegas Fly.
- 2019 — возобновлены чартерные рейсы в Турцию. Полеты выполняет авиакомпания Azur Air на самолёте Boeing 737-800
- 2020 — из-за пандемии коронавируса аэропорт закрылся на неопределенный срок, но позже (12 июня) вновь открылся. 18 июля рейсы Орск-Москва начал выполнять Аэрофлот. В сентябре аэропорт, вместе и с Оренбургским аэропортом был переведён в акционерное общество. Теперь Орский аэропорт стал называться Орский филиал АО «Аэропорт Оренбург».
- 2021 — Аэропорт Орска (вместе с аэропортом Оренбург) был выкуплен совместным предприятием холдинга «Новапорт» и «Аэропорты Регионов» — АБС Оренбург («Аэропорты большой страны»). Впервые открылось авиасообщение с аэропортом Пулково в городе Санкт-Петербурге. Аэропорт принял новые типы ВС — Boeing 737-900ER и Airbus А321
- 2022 — Аэропорт перешел под управление холдинга «Новапорт». Компания запланировала реконструкцию ВПП, капитальный ремонт здания аэровокзала и строительство новой аварийно-спасательной станции. В летней навигации аэропорт стал главными воздушными воротами Оренбургской области из-за закрытия ВПП аэропорта Оренбург, открылись прямые рейсы в Сочи авиакомпании Nordwind Airlines, авиакомпания ЮВТ Аэро открыла прямой субсидируемый рейс в Казань, а Ред Вингс — прямой субсидированный рейс в Екатеринбург.
- 2023 — Построен временный модульный терминал для выдачи багажа. Губернатором области обещано строительство нового терминала Орского аэропорта. Стоимость оценили в 1.000.000.000 рублей. В период летней программы введен дополнительный рейс авиакомпании «Россия» на SSJ-100 по маршруту Орск-Москва (Шереметьево)[3]
- 2024 — Начата реконструкция аэропортового комплекса, которая продлится до 2027 года. Был отремонтирован фасад здания, работы по ремонту внутри аэровокзала намечены на 2025 год. Стартовало строительство новой аварийно-спасательной станции. В связи с паводком 2024 года и прорывом дамбы в Орске аэропорт стал использоваться, как временный штаб МЧС на период ликвидации последствий наводнения.

## Принимаемые типыВС
Diamond DA-40NG, Diamond DA-42, Ан-12, Ан-24, Ан-72, Ил-62, Ил-76, Л-410, Ту-134, Ту-154, Ту-204, Ту-214, Як-40, Як-42, Airbus A319, Airbus A320 (ceo, neo), Airbus A321 (ceo, neo) Boeing 737-300(-400,-500,-700,-800,-900ER), Bombardier CRJ 100/200, Embraer E-190, Sukhoi Superjet 100, Ил-76, Ан-124 «Руслан», Boeing 777 (-200, −300) и более лёгкие, вертолёты всех типов. Классификационное число ВПП (PCN) 30/F/C/X/T.
Ограничения:
- Боинг 737-800 МВМ до 68 тонн — 5 самолётовылетов в сутки; до 73,1 тонны — 1 самолётовылет в сутки.
- А-319 МВМ 74 тонны — 5 самолётовылетов в сутки;
- А-320 МВМ 76,19 тонн — 1 самолётовылет в сутки; 72 тонны — 5 самолётовылетов в сутки,
- А-321 МВМ до 73,1 тонны −1 самолётовылет в сутки
- Б737-900 МВМ до 82,2 тонн — 2 самолётовылета в сутки; до 71,52 тонн — 1 самолётовылет в сутки
- АН-124, Б-777, ИЛ-76 по разовым разрешениям

## Показатели деятельности
Годовой пассажиропоток:
- 2014 год — 77 500 человек
- 2015 год — 80 900 человек
- 2016 год — 65 700 человек
- 2017 год — 26 300 человек
- 2018 год — 21 400 человек
- 2019 год — 32 400 человек
- 2020 год — 71 082 человек
- 2021 год — 141 157 человек
- 2022 год — 252 015 человек
- 2023 год — 125 000 человек
- 2024 год — 157 000 человек

## Авиакомпании и направления
В период летней навигации 2025 года из аэропорта Орск выполняются следующие рейсы:
В периоды увеличения пассажиропотока (конец осени и зимние праздники) авиакомпания Аэрофлот увеличивает количество рейсов по маршруту Орск-Москва (Шереметьево).
Аэродром Орска является базой для проведения лётной практики студентов СПБГУ ГА на самолётах Da 40